# Jacques Louis Jourdain
Pour les articles homonymes, voir Jourdain (homonymie).
Jacques Louis Jourdain est un homme politique français né le 28 septembre 1817 à Herly (Pas-de-Calais) et décédé le 5 janvier 1889 à Chalon-sur-Saône (Saône-et-Loire).
Avocat, puis juge de paix, il est conseiller général et député du Pas-de-Calais de 1864 à 1870, siégeant dans la majorité soutenant le Second Empire.

## Sources
- « Jacques Louis Jourdain », dans Adolphe Robert et Gaston Cougny, Dictionnaire des parlementaires français, Edgar Bourloton, 1889-1891 [détail de l’édition]